# Bermeo
Bermeo egy város és község Spanyolországban,  Bizkaia tartományban. Bermeo Bakio, Mungia, Meñaka, Arrieta, Busturia és Mundaka községekkel határos. Lakosainak száma 17 042 fő (2024).

## Nevezetességek
Itt található a látványos Gaztelugatxe félsziget.

## Népesség
A település lakosságának változását az alábbi diagram mutatja:
| Lakosok száma | 16 907 | 16 901 | 16 826 | 16 937 | 17 144 | 17 057 | 16 777 | 16 765 | 16 755 | 17 042 |
|               | 2001   | 2004   | 2007   | 2009   | 2012   | 2014   | 2017   | 2019   | 2022   | 2024   |